# Бугарска кухиња
Бугарска кухиња (буг. Българска кухня) представља типичну балканску кухињу. Састоји се од турске, грчке и блискоисточне кулинарике. Због релативно топле климе, која је идеална за узраст воћа, поврћа и зачина, бугарска кухиња је врло разнолика.
Бугарска кухиња укључује значајан допринос отоманске кухиње, и стога дели бројна јела са блискоисточном кухињом, укључујући мусаку, ђувеч, баклава и ћевап.
Бугарска храна често укључује салате као предјела, а такође је позната по истакнутости млечних производа, вина и других алкохолних пића као што је ракија. У кухињи се налазе и разне супе, као што је таратор хладне супе, и пецива, као што су баница на бази фило теста, пита и разне врсте бурека.
Главна јела су типично чорбе на бази воде, вегетаријанске или са јагњетином, козјим месом, телетином, пилетином или свињетином. Пржење није уобичајено, али је печење на роштиљу – посебно различитих врста кобасица – истакнуто. Свињетина је уобичајена, често се меша са телетином или јагњетином, иако се риба и пилетина такође користе. Док се већина говеда узгаја за производњу млека, а не за месо, телетина је популарна за печење месних предјела (мезе) и у неким главним јелима. Као значајан извозник јагњетине, бугарска сопствена потрошња је приметна, посебно у пролеће.
Слично другим балканским културама, потрошња јогурта по глави становника међу Бугарима је традиционално већа од остатка Европе. Земља је позната као историјски имењак за Лактобацилус булгарикус, микроорганизам који је углавном одговоран за локалну разноликост млечних производа.
Празници се често посматрају заједно са одређеним оброцима. На Бадње вече, на пример, традиција захтева вегетаријанске пуњене паприке и сарми од листова купуса. Дочек Нове године обично укључује јела од купуса, Никулден (Дан Светог Николе, 6. децембар) укључује рибу (најчешће шаран), док се Гергјовден (Дан Светог Ђорђа, 6. мај) обично прославља уз јагњеће печење.

## Кратка историја
На бугарску кухињу су кроз историју утицале поред климе и културе освајача и народа који су ту живели. На културу и кухињу су утицали: Османски Турци, Римљани, Грци, Словени и други народи.

## Карактеристична јела и пића из Бугарске кухиње

### Салате
- Шопска салата
- Овчарска салата
- Зелена салата

### Супеичорбе
- Таратор
- Ђувеч
- Боб чорба
- Шкембе чорба
- Телећа чорба

### Јела
- Мусака
- Кавурма
- Сарма

### Јела са роштиља (Скара)
- Ћуфте
- Ћевап
- Шишчета
- Пржола
- Пљескавица
- Пржена риба

### Пециво
- Баница
- Бурек
- Погача
- Мекице

### Слаткиши
- Гриз
- Компот (напитак)
- Мармелада
- Торта
- Халва

### Алкохолна пића
- Ракија
- Мастика
- Вино
- Бира (пиво)